# 푸른 운석
《푸른 운석》은 로마 세프가 지은 시이자, 소유즈 멀트필름 스튜디오에서 제작되었던 애니메이션으로, 앤솔로지 애니메이션 시리즈 《Весёлая карусель》의 제 3번에 속한다.

## 제작
화가 파블로 피카소의 작품에 영향을 받아 초현실주의적인 성향이 짙은 작품으로 만들어졌으며, 아나톨리 자신도 천문학에 관심이 많았다. 이에 따라 어린이들이 천문학에 관심을 가지고자 제작된 것이었다.